# Ponte Haizhu

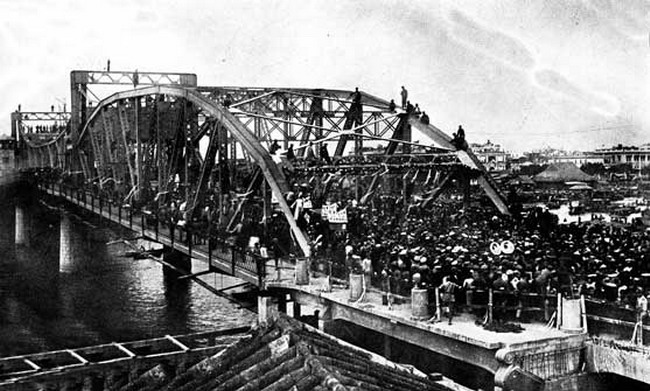
Antiga ponte Haizhu (foto sem data)

Haizhu Bridge  (chinês simplificado: 海珠桥) é uma ponte de ferro que atravessa o rio Pérola em Guangzhou, China.
A ponte Haizhu foi a primeira ponte construída sobre o rio Pérola em Guangzhou. O trabalho começou em 1929 e terminou em 1933. 
A ponte foi danificada durante a Segunda Guerra Mundial em 1938, e novamente em 1949 durante a guerra civil chinesa.
Hoje a ponte mantém um fluxo de mão dupla que conecta os bancos norte e sul do rio pérola.
Em 2009, a ponte ganhou notoriedade pela quantidade de pessoas que realizam tentativas de suicídio nesta ponte.